# Střední vrch (Lausitzer Gebirge)
Der Střední vrch (deutsch Mittenberg) ist ein markanter Berg im Lausitzer Gebirge in Tschechien.

## Lage und Umgebung
Der Střední vrch befindet sich im Klíčská hornatina genannten südlichen Gebirgskamm des Lausitzer Gebirges, fünf Kilometer östlich von Česká Kamenice (Böhmisch Kamnitz) und drei Kilometer nördlich von Kamenický Šenov (Steinschönau). Südlich, direkt am Fuß des Berges, liegen die kleinen Dörfer Dolní Prysk und Horní Prysk (Nieder- und Oberpreschkau). 

## Aussicht
Vom Gipfel besteht eine weite Aussicht über das Lausitzer Gebirge, die Sächsisch-Böhmische Schweiz und das Böhmische Mittelgebirge. 

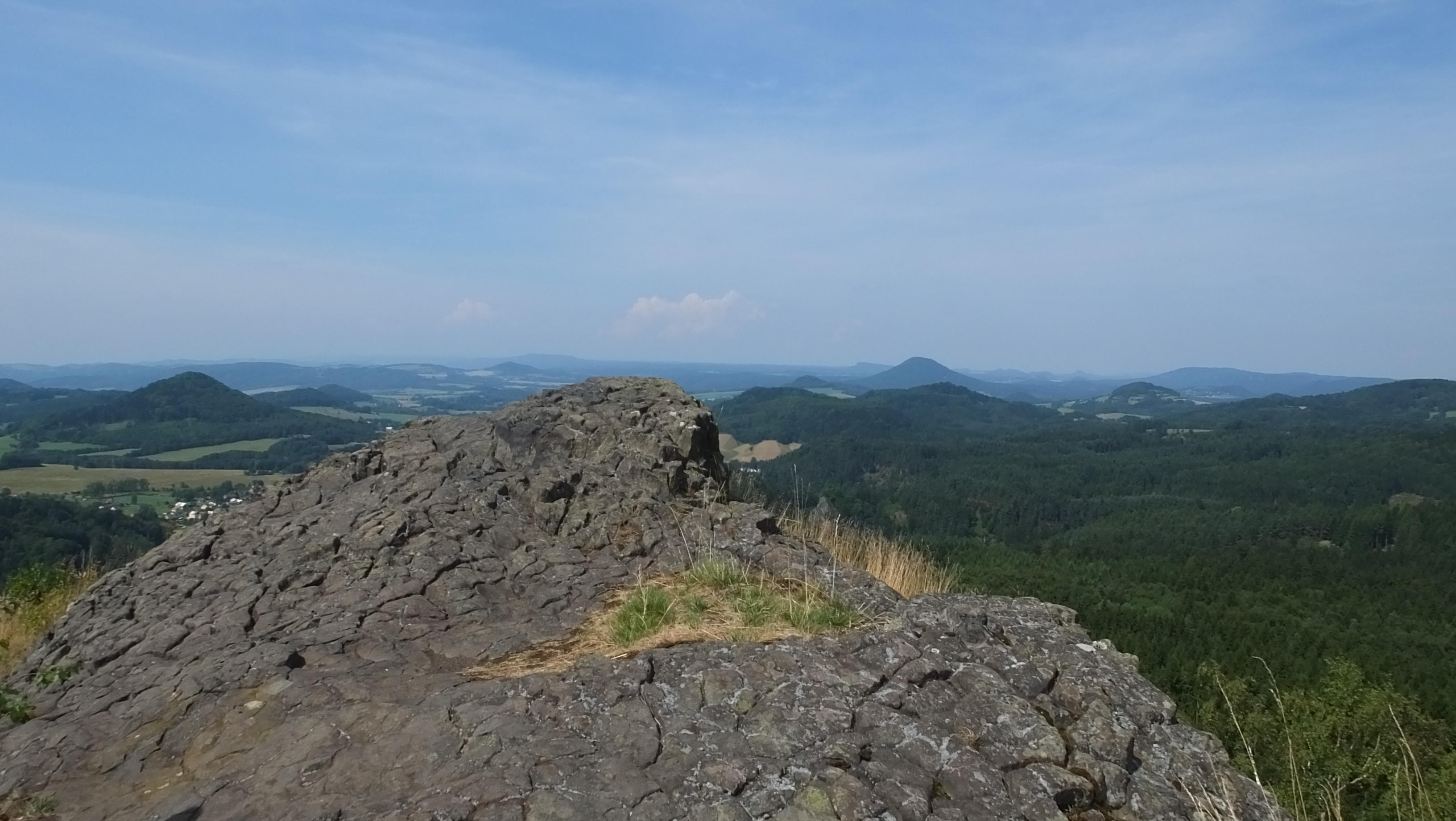
Aussicht vom Mittenberg

## Wege zum Gipfel
Zum Gipfel des Střední vrch führen keine markierten Wanderwege. Der Aufstieg auf den Gipfel ist entlang des alten, historischen Aufstiegsweges in leichter Kletterei möglich.